# Hilton Paris Opéra
Cet article possède un paronyme, voir Paris Hilton.
Pour les articles homonymes, voir Hôtel Terminus.
Le Hilton Opéra de Paris est un hôtel de luxe appartenant au groupe Hilton. Il se trouve au 108, rue Saint-Lazare dans le quartier de l'Europe du 8e arrondissement de Paris. 
Il est inauguré en 1889 sous le nom de Grand Hôtel Terminus, pour accueillir les voyageurs britanniques arrivant par la gare Saint-Lazare pour visiter l’exposition universelle. Appartenant initialement à la Société du Louvre, il devient en 1972 le Concorde Saint-Lazare puis le Concorde Opéra Paris. Acheté par le groupe Hilton fin 2013, il est renommé Hilton Paris Opéra en janvier 2015.

## Localisation
Situé non loin du cœur de Paris, le Hilton Opéra de Paris est proche de l'Opéra Garnier et des grands magasins des Galeries Lafayette et du Printemps, boulevard Haussmann. En plus d’être à proximité immédiate de la gare Saint-Lazare, il est accessible depuis l'aéroport de Paris-Orly ou celui de Roissy-Charles-de-Gaulle en 45 minutes.

## Architecture

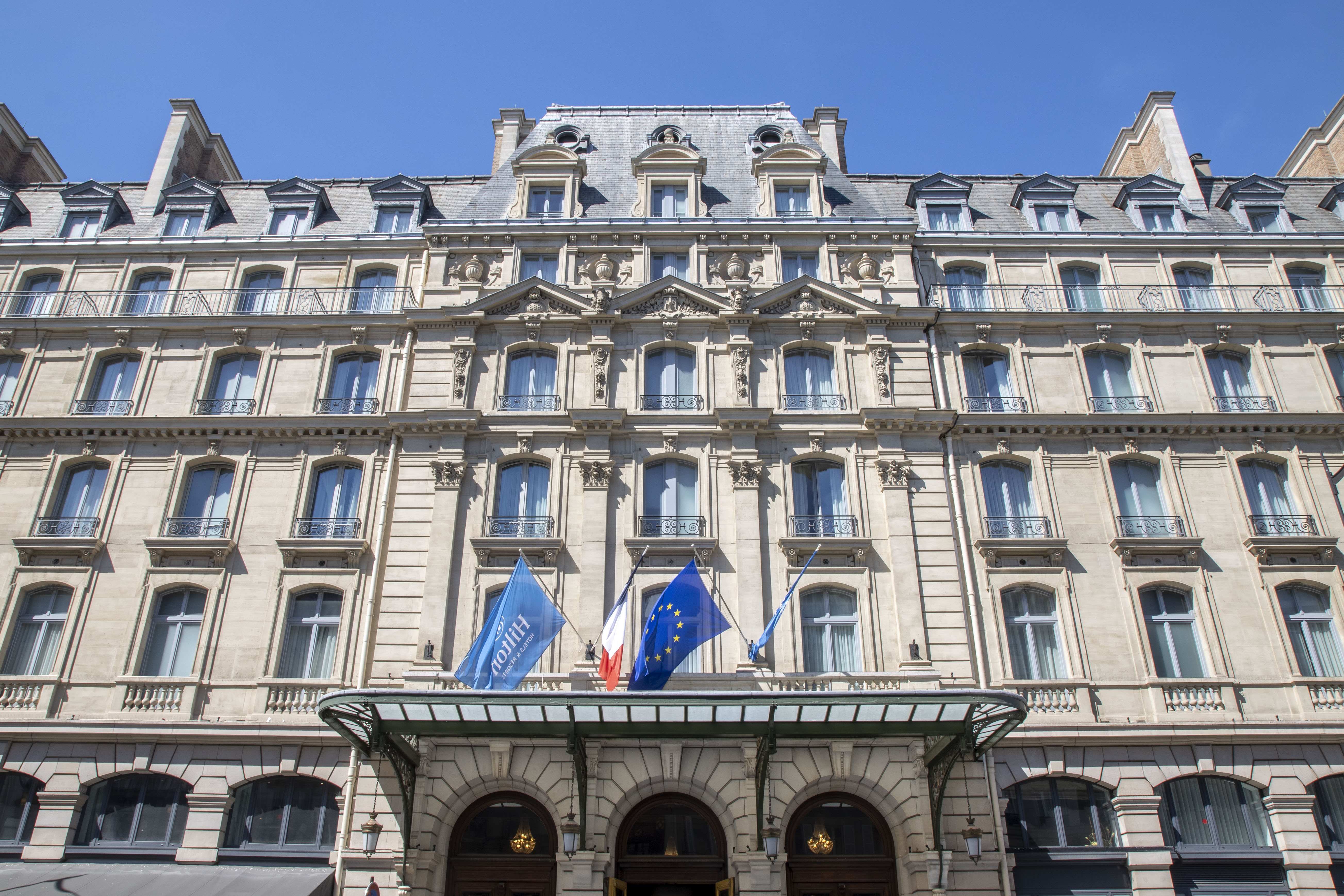
Façade principale sur la rue Saint-Lazare.

Cet hôtel à l'architecture extérieure de style haussmannien dispose d'une entrée imposante encadrée par des colonnes de granit rose. Datant de 1889, son hall de style Eiffel et son plafond à caisson de style Second Empire sont décorés de peintures et sculptures réalisées par l'artiste Charles Joseph Lameire (1832-1910), ainsi que de miroirs, de bronzes et de lustres en cristal.
Les façades et toitures, le vestibule et le grand salon d'entrée avec leur décor intérieur sont inscrits au titre des monuments historiques.

## Histoire

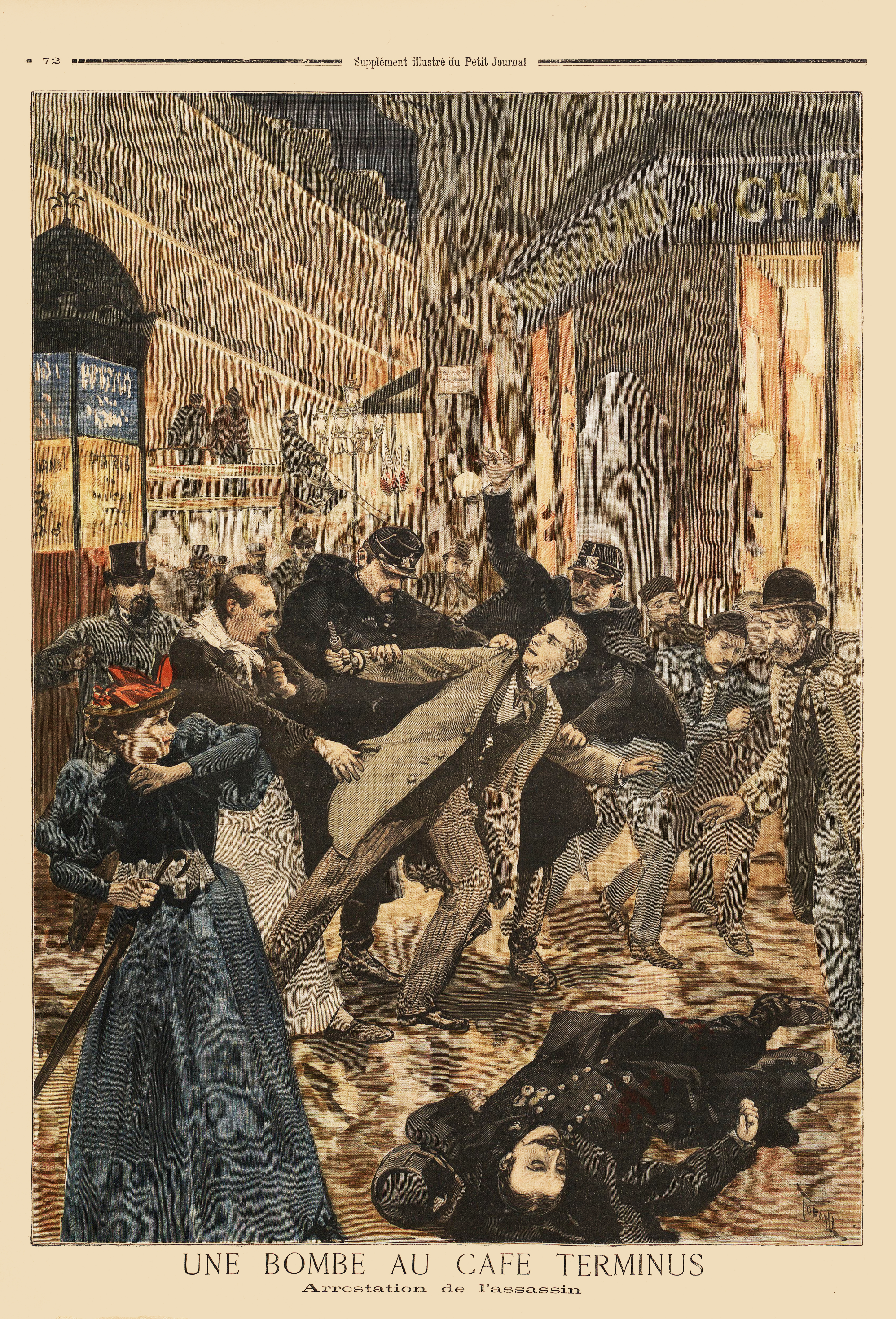
Dessin de l'attentat de 1894 dans Le Petit Journal Illustré.

Le Hilton Paris Opéra est fondé sous le nom de Grand Hôtel Terminus par la Compagnie des chemins de fer de l'Ouest, qui gère le réseau ferré entre Paris et la Normandie et ses ports transatlantiques. Sa création, sur l’emplacement de l’impasse Bony, supprimée, est complémentaire à la reconstruction de la gare Saint-Lazare entre 1885 et 1888. La gestion en est confiée à la Société des Grands Magasins du Louvre, qui devient ensuite la Société du Louvre, puis aujourd'hui le Groupe du Louvre.
Il est luxueusement aménagé par l’architecte Juste Lisch pour la Société du Louvre, en vue d’accueillir les visiteurs de l’exposition universelle de 1889. Sa construction est achevée en un délai record de quinze mois et l’hôtel est officiellement inauguré le 7 mai 1889. Pionnier de l'hôtellerie de luxe, l'hôtel, de conception révolutionnaire, s'appelle alors le Grand Hôtel Terminus en raison de son implantation devant une partie de la façade principale de la gare Saint-Lazare. Les voyageurs arrivant de la gare y accèdent directement grâce à la passerelle (par la suite condamnée puis transformée en restaurant) dite « de l'Impératrice », couverte et de dix-huit mètres de long, franchissant la rue Intérieure qui relie la cour de Rome et la cour du Havre, en longeant la gare et l’arrière de l’hôtel. Ce dernier, qui se veut de classe internationale, est alors équipé de l’électricité, du téléphone et pourvu d’un mobilier provenant des Grands Magasins du Louvre. On dit alors de lui que sa visite justifie à elle seule un déplacement à Paris. 
Au rez-de-chaussée et au 108, rue Saint-Lazare, à gauche d'une entrée de l'hôtel surmontée d'une imposante marquise, est aménagé le café de l'Hôtel Terminus. Y a lieu, le soir du 12 février 1894, un attentat à la bombe de l’anarchiste Émile Henry qui fait un mort et une vingtaine de blessés. Cet établissement change plusieurs fois de nom d'enseigne au cours du temps. Ainsi, dans les années 1950, il est nommé Snack Spot et est alors un des établissements « branchés » de la capitale, fréquentés aussi par de nombreux jeunes venus notamment du proche lycée Chaptal. Parmi la clientèle, de futures célébrités : Mario David, Martin Monestier et Alain Figaret. Et surtout deux amis passionnés de culture des États-Unis venus y boire des milkshakes et qui deviendront chanteurs, Christian Blondieau et Jean-Philippe Smet, qui n'ont pas encore pris leurs noms de scène respectifs : Long Chris et Johnny Hallyday. Au début des années 2010, l'établissement affiche sur son auvent conjointement les appellations Restaurant Terminus café et Bar Golden Black, puis devient un des restaurants de la chaîne belge de boulangeries et d'espaces de restauration Le Pain quotidien. 
Auparavant, en 1934-1935, Henri Pacon, architecte des chemins de fer de l'État, réaménage le rez-de-chaussée de l'hôtel. 
L'hôtel intègre le groupe Concorde Hotels & Resorts en 1972. À l’occasion du centenaire de l’hôtel, une restauration du foyer, inscrit monument historique, est entreprise en 1989 à la demande de Jean Taittinger, alors à la tête du groupe hôtelier Concorde. L'hôtel se nomme pendant cette période Concorde Saint-Lazare, puis Concorde Opéra Paris.
En décembre 2013, l'hôtel est racheté par le groupe Blackstone, propriétaire des hôtels Hilton, qui entame une rénovation devant se terminer début 2015 par le renommage de l'hôtel en Hilton Paris Opéra.

## Personnalités connues
Parmi les personnalités ayant résidé au Concorde Opéra Paris, Georges Feydeau a obtenu le record de longévité… En septembre 1909, après une violente dispute avec sa femme, il quitte son domicile conjugal et prétextant les embarras d’un déménagement, s'installe pour quelques jours dans l’établissement. Il y resta finalement plus de dix ans, chambre 189. Les murs de sa chambre ont accueilli des œuvres d'artistes devenus à la mode comme Van Gogh ou Utrillo…
Claude Monet en avait fait également son pied-à-terre parisien alors qu'il résidait à Giverny.

## Caractéristiques
L’établissement est composé de 268 chambres (dont 29 suites) de grand luxe, dont la « Suite Maria Callas » d’une superficie de 90 m2. L’hôtel propose une restauration traditionnelle française élaborée au Le Grand Salon. . Il propose également treize salons de réception, dont le prestigieux « Salon Baccarat », qui était auparavant la salle de billard de l’hôtel, et qui tire son nom des quatre magnifiques lustres qui se reflètent dans le plafond-miroir. Le « Salon Boléro » conserve la magnifique cheminée en cuivre de la rôtisserie normande et le plafond du salon a été dessiné par Henri Pacon en 1935.

## Autres caractéristiques
- Un centre d'affaires.
- Pressing et blanchisserie, change de devises, coffre-fort.
- À proximité des quartiers d'affaires entourant l'Opéra et les Champs-Élysées.
- Conciergerie Clés d'Or.

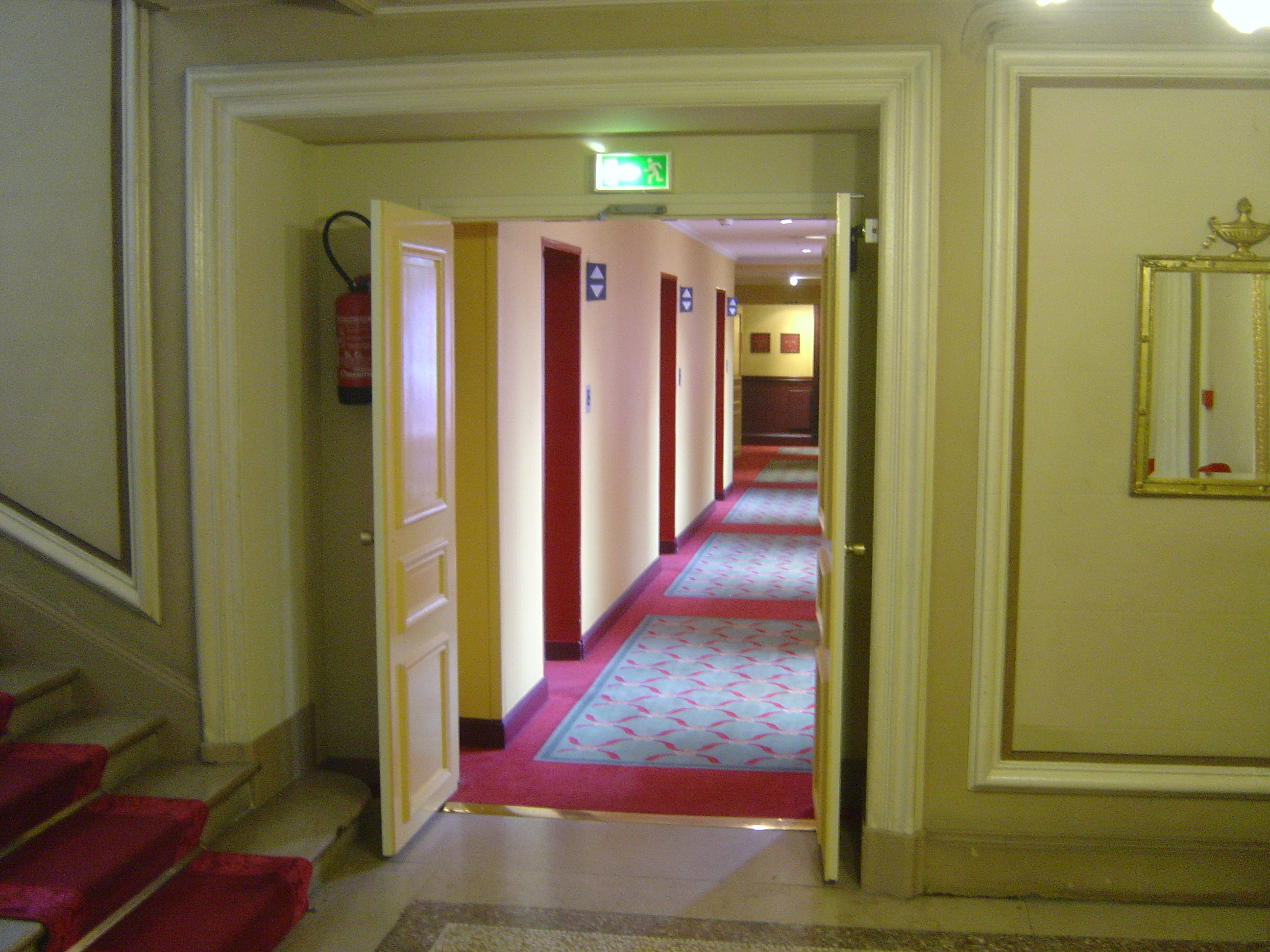
Couloir.
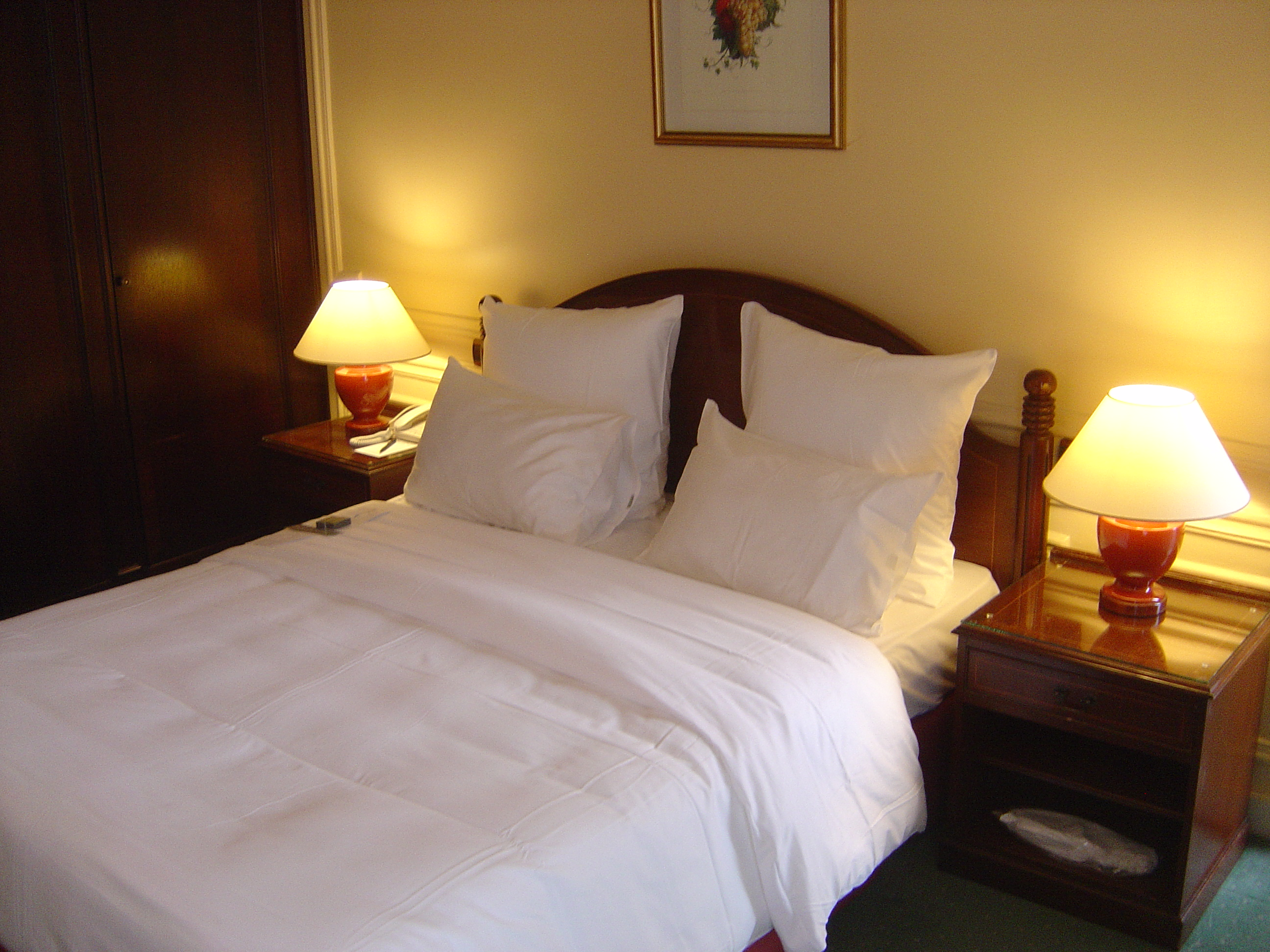
Chambre.
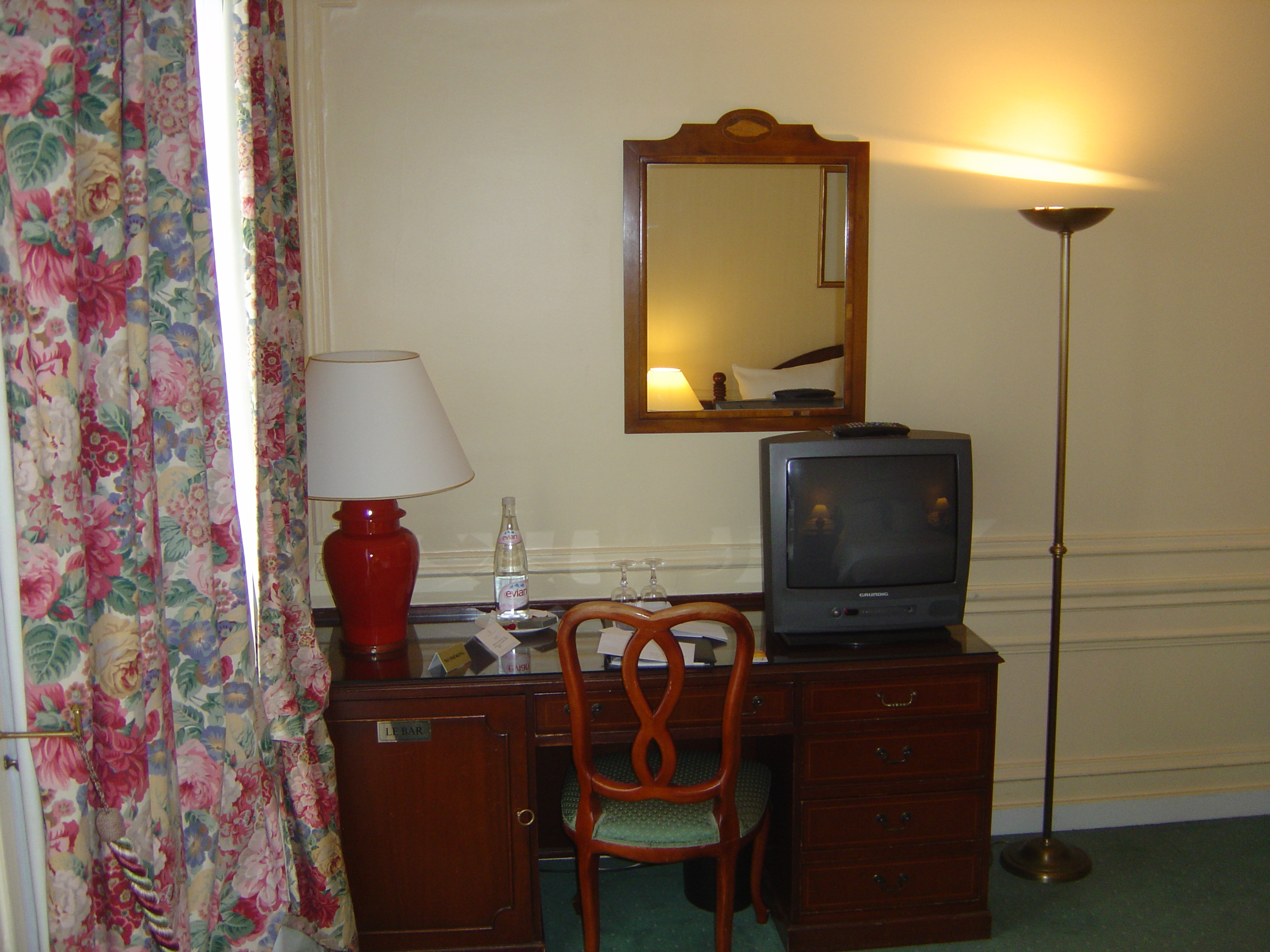
Chambre.
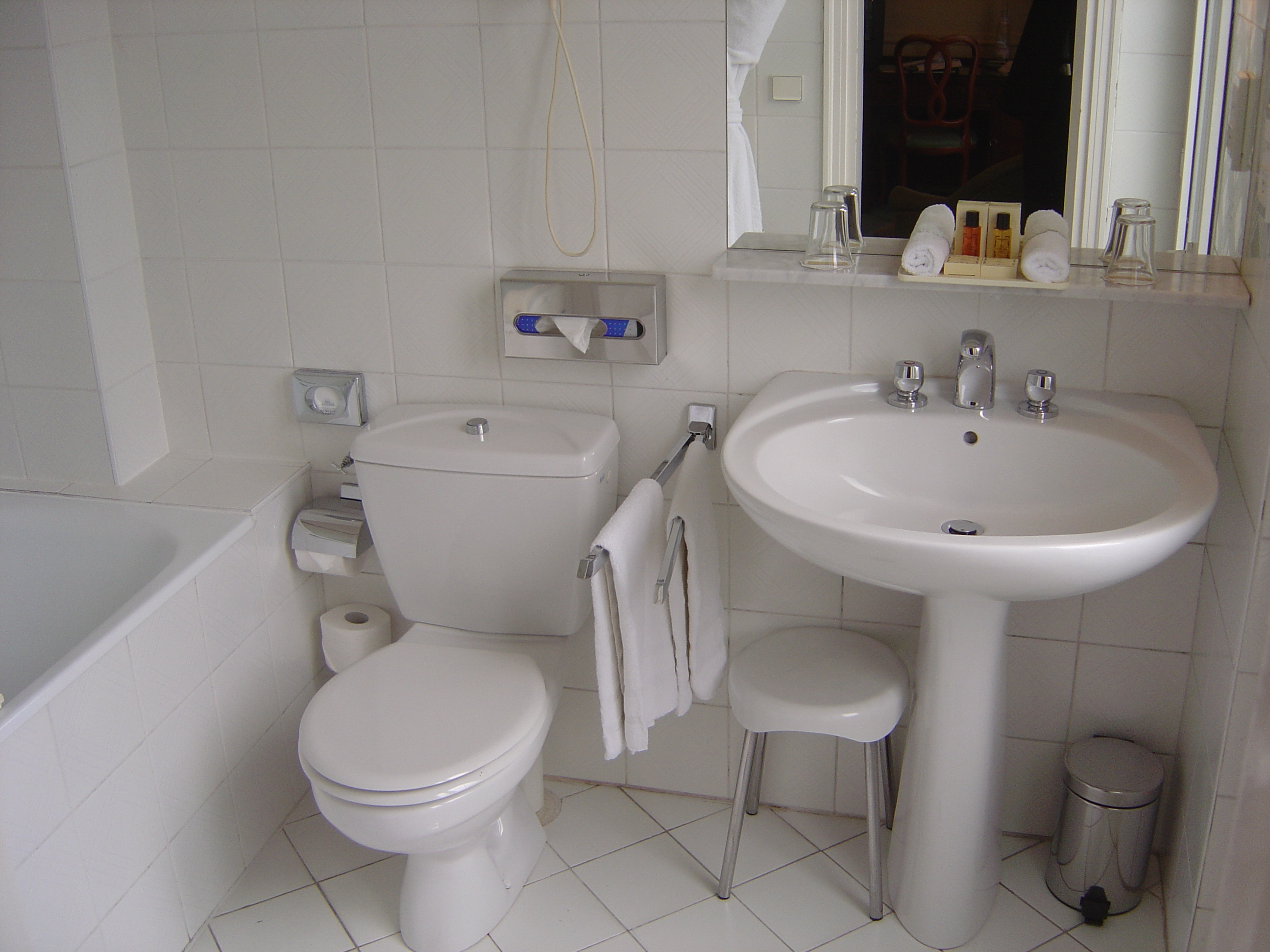
Salle de bain.

## Anecdotes
La passerelle, qui reliait l'hôtel à la salle des pas perdus et aux quais de la gare sur lesquels les voyageurs internationaux étaient accueillis, a aussi servi de passage vers de nouvelles vies; point de départ pour les États-Unis, traverser la passerelle signifiait alors laisser derrière soi Paris, la France et son ancienne vie.

## Films et séries tournés à l'hôtel
- Détective (1985) de Jean-Luc Godard, avec Johnny Hallyday et Nathalie Baye.
- La Fille seule (1995) de Benoît Jacquot avec Virginie Ledoyen.
- Va savoir (2001) de Jacques Rivette, présenté au Festival de Cannes, avec Jeanne Balibar et Sergio Castellitto.